# Barski epitafi
Barski epitafi iz 9. st. i kasnije su među najstarijim djelima crnogorske književnosti. 
Prvotno su se ovi epitafi nalazili u podu katedralne crkve Sv. Đorđa u Baru. 
Barske epitafe su pisali biskupi Barske biskupije, kasnije i Nadbiskupije - koja je jedno vrijeme bila sjedište Dukljanske crkve.
Stihovi na latinskom jeziku su uklesani u kamene nadgrobne su ploče.
Pretpostavlja se da su njihovi autori biskupi Jovan (iz doba Sv. Vladimira) i nadbiskupi Petar (moguće da je riječ o arhiepiskopu dukljanskom Petru), Đorđe, Sergije, itd.
No, kako su Turci 1571. godine crkvu pretvorili u džamiju, nadgrobne su ploče s epitafima izvađene i uzidane u fasadu.
O književnoj vrijednosti Barskih epitafa su u 17. st. i kasnije prvi pisali francuski putopisci i diplomate.